# 馬利亞多爾
10°39′28″S 37°18′18″W / 10.65778°S 37.30500°W
馬利亞多爾（葡萄牙語：Malhador），是巴西的城鎮，位於該國東北部，由塞爾希培州負責管轄，始建於1953年11月25日，面積101平方公里，海拔高度251米，2010年人口12,042，人口密度每平方公里119.3人。